# Торгунди
Торгунди — пограничный город на севере провинции Герат в Афганистане. Расположен на левом берегу Кушки на границе в Туркменистаном.
В 1913 года на территорию Афганистана была проведена семиверстовая железнодорожная линия.
Связан с 1960 года 11 километровой железнодорожной колеёй 1520 мм с городом Серхетабад (ранее Кушка) в Туркменистане. В городе одноимённая железнодорожная станция.